# عزیزم ببخشید
عزیزم ببخشید فرزندِ لطفاً نام شخصیت عروسکی است که از نوروز ۱۳۹۳ در مجموعه کلاه‌قرمزی ۹۳ توسط فامیل دور به مخاطبان معرفی شد. این شخصیت از همان روزهای نخست توانست محبوبیت زیادی در میان بینندگان پیدا کند.

## ویژگی‌های شخصیتی
عزیزم ببخشید که توسط فامیل دور به آقای مجری معرفی شد، به عنوان مهمان دار و آشپز، خانه آقای مجری استخدام شد.
عزیزم که به دقت و جزئی‌نگری و انجام کارها، درست با همان جزئیات و سلیقهٔ کارفرما شهره است با این جزئی‌نگری مفرطش و سؤال‌پرسیدن‌های بی‌پایانش، عموماً کارفرمایش را چنان کلافه می‌کند که شخص از خواسته‌اش پشیمان می‌شود.
او هنرمند است و علاوه‌بر خدمتکاری، به سینی‌نوازی هم می‌پردازد. سینی او سینی فلزی‌ای است که ساز ضربیِ اوست که از پدرش، لطفاً، به او به ارث رسیده و آن را از خود جدا نمی‌کند به طوری که همان‌طور که آن را به زیر بغل زده به رخت‌خواب می‌رود و می‌خوابد. به مرور در طول حضور عزیزم در کلاه‌قرمزی ۹۳ او بیشتر روی سینی‌نوازی‌اش متمرکز می‌شود و حتی آهنگ‌هایی هم می‌سازد و پیشنهاد اجرای برنامهٔ سینی‌نوازی در خارج از کشور می‌گیرد.

## ویژگی‌های ظاهری
عزیزم ببخشید فرزند لطفاً مردی جوان است با اندامی ریزنقش و چشمانی مشکی. او موهای مشکی و فرفری و سبیلی خرمایی‌رنگ دارد. پیشانی او بلند است و موهایش در قسمت پیشانی ریخته‌اند. سبیل او تمیز است و مرتب کوتاه‌شده و به دو طرف تابانده شده‌اند. ابروان او نیز ابروانی کوتاهند. او عموماً روپوشی سفید به تن و سینی فلزی‌ای به دست دارد. شکل ظاهری او بسیار شبیه به دلاک است که در کلاه‌قرمزی ۹۱ حضور داشت.

## عوامل
- پدیدآورندگان و خلق عروسک: ایرج طهماسب و حمید جبلی
- عروسک‌ساز: مرضیه محبوب
- عروسک‌گردان: علی پاکدست
- صداپیشه: احسان کرمی

## نقد شخصیت
این شخصیت با این‌که بسیار دیرتر از باقی شخصیت‌ها و در کلاه‌قرمزی ۹۳ به جمعشان پیوست ولی خیلی زود جایش را میان مخاطبان یافت.
منتقدان دلیل موفقیت او را درک عمیقی می‌دانند که حمید جبلی و ایرج طهماسب از طنز دارند. به باور این منتقدان استفادهٔ آن‌ها از شگردهای ساخت طنز به‌جا و قدرتمند است. آن‌ها می‌دانند که استفادهٔ به‌جا از «تکرار» می‌تواند باعث خندهٔ مخاطب شود. تکرار مداوم سؤال‌های «عزیزم ببخشید» نیز به همین دلیل مورد استقبال قرار گرفت.

## پی‌نوشت
1. 1 2 3 4 5 6 7 8 9 10  طهماسب، جبلی و  کرمی، کلاه‌قرمزی ۹۳.
2. 1 2 3  ترکمن، «از همه‌تون متنفرم!»، جهان صنعت، ۸ (فرهنگ و هنر).